# Janis Bokalders
Janis Ilmars Bokalders, född 31 mars 1957, är en svensk kompositör, ljudtekniker, klippare och animatör.
Bokalders, som växte upp i Täby och bor i Riga, utgjorde som ung kärnan i gruppen P3 tillsammans med Johan Ekelund. Han var senare medlem i Lustans Lakejer under pseudonymen Anis och medverkade 1982 på gruppens singel Diamanter samt albumet En plats i solen.
Han producerade tillsammans med bandet musikgruppen Reeperbahns album Intriger från 1983.
1985 samarbetade han återigen med Johan Ekelund, och under namnet Anis and Oakland släppte de den experimentella singeln Demokrati.